# Ворона Іван Дем'янович
Іван Дем'янович Ворона (10 листопада 1930, Короп, Чернігівська область) — колишній начальник Якутського геологічного управління Міністерства геології РРФСР, м. Якутськ. Герой Соціалістичної Праці (1971). Заступник міністра геології СРСР (1974—1986). Заслужений геолог РРФСР і Якутської АРСР.

## Біографія
Після закінчення в 1948 році середньої школи вступив до Київського політехнічного інституту, по закінченні якого в 1953 році працював у Читинському геологічному управлінні. Потім працював геологом, старшим геологом, начальником партії, головним геологом, головним інженером у Південно-Якутській геологічній експедиції. У 1963 році призначений начальником Південно-Якутської комплексної геологічної експедиції. Під його керівництвом велася розвідка родовищ різних корисних копалин у Південній Якутії.
З 1965 по 1976 року — начальник Якутського геологічного управління Міністерства геології РРФСР. Указом Президії Верховної Ради СРСР від 20 квітня 1971 року за видатні успіхи в розвитку геологорозвідувальних робіт і розвідки родовищ корисних копалин удостоєний звання Героя Соціалістичної Праці з врученням ордена Леніна і золотої медалі «Серп і Молот».
З 1976 по 1984 року — заступник міністра геології СРСР. З 1984 по 1990 роки — керівник геологічної служби при Раді економічної взаємодопомоги.
Був редактором журналу «Геологія і розвідка надр».
У 1990 році вийшов на пенсію. Проживає в Москві.